# 方圓明
方圓明（William Fong Yuen-ming），香港執業律師及藝術策展人，現任港區黑龍江省政協委員。及畫廊Pottinger 22創始人。他是著名藝人方力申的弟弟，父親為畫廊創辦人方毓仁。

## 職業生涯

### 律師生涯
方圓明於2011年在香港取得律師資格，現為一間國際律師事務所的合夥人，專注於跨境兼併與收購等法律事務。

### 藝術策展
方圓明曾策劃多個藝術展覽，包括《俠之大者—金庸百年誕辰紀念》展覽，該展覽於2024年3月15日在中環舉行，並獲得了金庸遺孀林樂怡及金庸作品出版社明河社的授權。

## 家庭背景
方圓明的父親方毓仁是一位著名的畫廊經營者及藝術收藏家，哥哥方力申則是香港知名藝人及投資者。

## 其他活動
方圓明亦是馬主，與哥哥方力申共同投資了一匹名為「將俠」的賽馬。